# 敦拉萨国际贸易中心站
敦拉萨国际贸易中心站（原先称为人民巴刹站）位於馬來西亞吉隆坡敦拉萨国际贸易中心旁，是巴生谷加影线与布城线的一个地下捷运同月台平行轉乘站。此站周圍有許多的市内主要道路如敦拉萨路、苏丹依斯迈路和精明隧道。
本站属于加影线第二阶段线路，于2017年7月17日開始通行。而布城线也在2023年作为该线路第二阶段开放。

## 历史

### 加影线

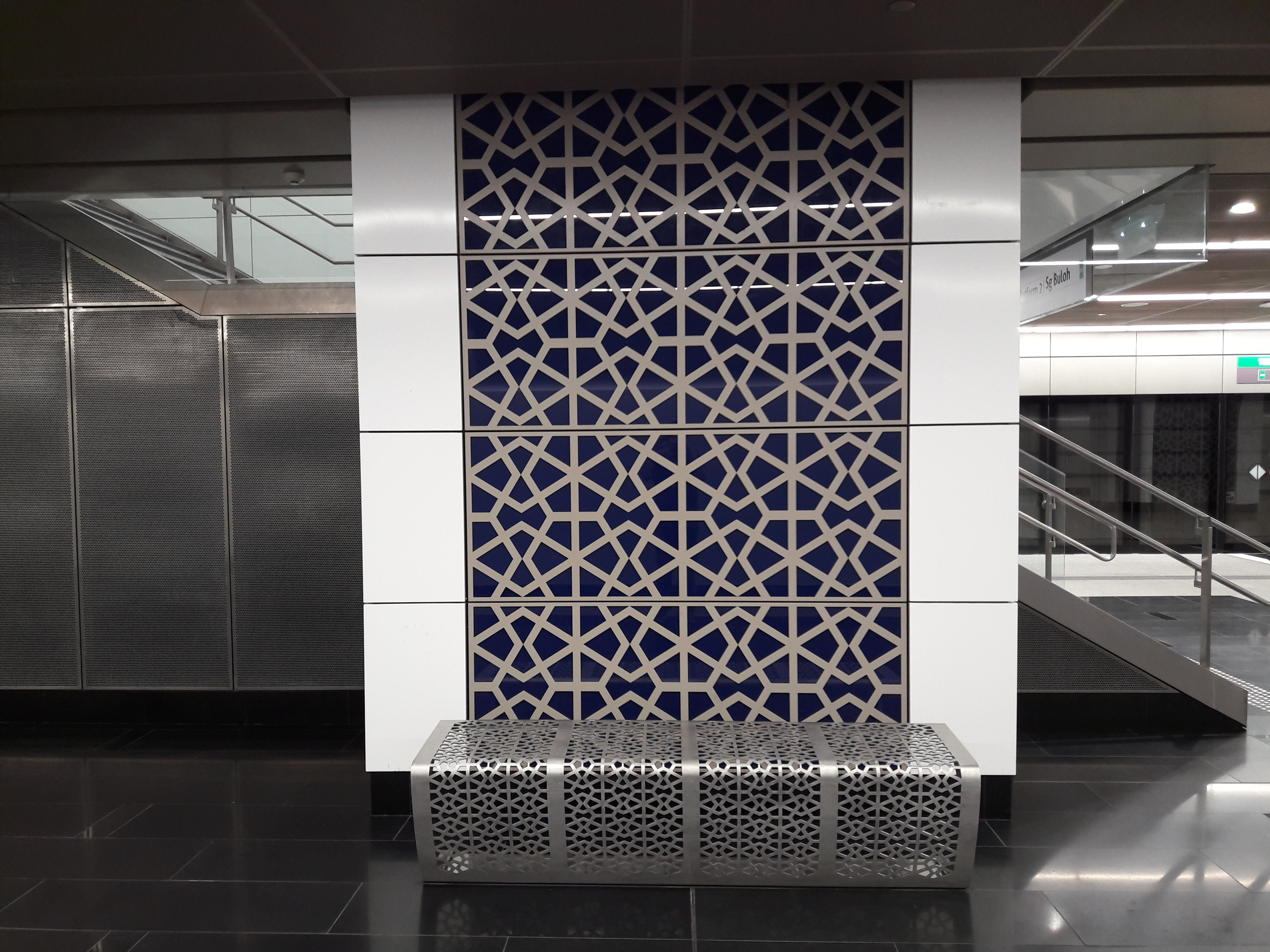
一个伊斯兰企业风格的支柱

本站建于原名為吉隆坡國際金融區中心（KLIFD）的敦拉薩國際貿易中心旁。敦拉萨国贸中心將被打造為一個國際主要金融、貿易及服務中心，以推动国家經濟轉型，創造新的增長核心，引領大吉隆坡成為智能、永续和宜居城市的國家倡議。
該中心致力促進大马成為全球伊斯蘭金融中心、第一伊斯蘭債券市場及東南亞的伊斯蘭金融中心總部。
沿敦拉萨国贸中心的捷运站与其他加影线车站同时于2012年左右开始施工。敦拉萨国贸中心捷运站在2017年7月17日与其他第二阶段车站开通。本站為地下車站，而捷运站的主題风格為「伊斯兰企业」（Islam Corporate），展現伊斯蘭企業與城市辦公區的結合，並以最簡單樸素的顏色去呈現。 。本站也是马来西亚最深的铁路车站，位于45米以下。其色调则以 深蓝色佐白色展現國際伊斯兰企业之形象。本站上层的墙面瓷砖也带有伊斯兰建筑设计风格。

### 布城线
本站将是巴生谷铁路系统两条捷运路线的转换站，另一个是桂莎白沙罗站。也因如此，本站和武吉免登站一样采叠式站台结构，以供布城线轨道进入本站。

## 接驳巴士
双溪毛糯－加影线车站皆提供接驳巴士服务。本站提供前往马鲁里花园若干工业和住宅区的服务，将停留位于入口B旁的巴士站。
| 路线编号 | 起点                      | 终点     | 经过                                                                                         |
| -------- | ------------------------- | -------- | -------------------------------------------------------------------------------------------- |
| T407     | KG20 敦拉萨国际贸易中心站 | 帝沙班登 | 兴业银行（RHB） 敦拉萨路 柏卡沙路 霹雳雅八路 Wirawati路 Belangkas路 甘榜班登路 1/76路 4/76路 |

## 车站周边
- Zouk夜总会[15]
- 兴业银行（RHB）总部
- 柔佛机构吉隆坡办公室
- 皇家雪兰莪高尔夫球场（英语：Royal Selangor Golf Club）
- 精明隧道入口